# Dušan Marković
Dušan Marković - em sérvio, Душан Mapкoвић (9 de março de 1906 - 29 de novembro de 1974) - foi um futebolista iugoslavo. Ele competiu na Copa do Mundo de 1930, sediada no Uruguai, na qual a Iugoslávia terminou na quarta colocação dentre os treze participantes.